# Jane Haist
Jane Carolyn Haist (* 16. März 1949 in St. Catharines; † 21. Mai 2022 in Fort Erie) war eine kanadische Diskuswerferin und Kugelstoßerin.

## Karriere
Jane Haist siegte bei den British Commonwealth Games 1974 in Christchurch im Diskuswurf und im Kugelstoßen.
1975 gewann sie im Diskuswurf Bronze bei den Panamerikanischen Spielen in Mexiko-Stadt. Bei den Olympischen Sommerspielen 1976 in Montreal wurde sie im Diskuswurf-Wettkampf Elfte.
1974 wurde sie Kanadische und Englische Meisterin im Kugelstoßen und im Diskuswurf, 1977 US-Meisterin im Diskuswurf.

## Persönliche Bestleistungen
- Kugelstoßen: 16,15 m, 24. Juli 1974, Cwmbran
- Diskuswurf: 61,70 m, 16. Juli 1975, Halmstad